# Лешков (село)
Лешков (укр. Лешків) — село в Сокальской городской общине Шептицкого района Львовской области Украины.
Население по переписи 2001 года составляло 343 человека. Занимает площадь 0,84 км². Почтовый индекс — 80014. Телефонный код — 3257.

## История
В 1995 г. селу Першотравневое возвращено историческое Лешков